# تشارلز فولكنير
تشارلز فولكنير (بالإنجليزية: Charles Faulkner)‏ هو متحدث تحفيزي أمريكي، ولد في 12 يناير 1952 في سانت كلير شورز في الولايات المتحدة.